# Набережночелнинская картинная галерея
Набережночелнинская картинная галерея — муниципальное учреждение культуры и искусства в городе Набережные Челны. Является государственным хранилищем художественных ценностей, произведений изобразительного, декоративно-прикладного и народного искусства. Площадь фондохранилищ галереи составляет 400 м², среднее количество посетителей в год - 55539 человек. 

## История
Набережночелнинская картинная галерея была создана в 1980 году как филиал Государственного музея изобразительных искусств Республики Татарстан.

## Фонды галереи
В основной фонд галереи входят подлинные памятники принадлежащие Музею ГМИИ Республики Татарстан, а начиная с 2006 года в галерее формируются собственные фонды. Общее количество предметов основного фонда составляет 672 единиц. Наиболее ценными коллекциями являются: коллекция живописи, графики, ДПИ, скульптуры 1950-2008 годов; факсимильные репродукции произведений западноевропейского искусства.	

## Деятельность галереи
Основными видами деятельности картинной галереи являются:
- экспозиционно-выставочная деятельность;
- экскурсионное обслуживание;
- организация разовых лекций, лекционных циклов, бесед по изобразительному искусству;
- экскурсии по скульптурным памятникам города;
- организация передвижных выставок;
- цикл литературно-музыкальных вечеров;
- издательская деятельность;
- встречи с художниками; мастер-классы;
- детская изостудия.